# Ministerios y Entidades Públicas del Gobierno de Costa Rica
El sector público costarricense se conforma por ministerios y entidades públicas dependientes que constituyen, junto con los poderes de estado, al gobierno de Costa Rica. Las entidades están encargadas de ejecutar políticas y proyectos específicos que contribuyan con el desarrollo del país en cada una de las diferentes áreas respectivas. El sector público costarricense consta de siete categorías, conformadas por los ministerios, las instituciones autónomas, las instituciones semiautónomas, los gobiernos locales, las empresas públicas estatales, las empresas públicas no estatales y los entes públicos no estatales.
La rama ejecutiva del sector público costarricense incluye a los ministerios, sus entidades adscritas y ciertas instituciones autónomas (cuyos titulares son electos por el presidente de la República y por tanto integran el Consejo de Gobierno). En el resto de la mayoría de instituciones, su titular es nombrado mediante una junta directiva o consejo directivo.

### Ministerios
Los ministerios son los principales entes públicos dependientes del poder ejecutivo, los cuales se encargan de ejercer funciones y ejecutar políticas específicas que faciliten el desarrollo del país en cada una de las áreas de competencia respectivas. Fueron creados mediante los artículos n.° 14 de la Constitución Política y n.° 23 de la Ley General de la Administración Pública, y, cada ministerio se encuentra presidido por un ministro, quien es nombrado, o removido, por el presidente de la República, y quien podrá nombrar a uno o varios viceministros.
Actualmente, el gobierno de Costa Rica se compone por 18 ministerios, y sus 69 órganos adscritos. Asimismo, existen 6 ministros sin cartera, de los cuales 1 representa a un ministerio de Gobierno (el ministerio de Comunicación), y 5 a instituciones autónomas. Durante administración 2018 - 2022 existieron además otros dos ministerios de gobierno sin cartera (los de Coordinación con el Sector Privado y de Coordinación con el Sector Económico), más dejaron de existir tras la renuncia de sus titulares.

## Ministerios

### Administración 2022-2026

#### Ministerios 2022-2026
| Logotipo | Ministerio                                          | Creación                | Presupuesto Anual       | Titular                         | Titular |
| Logotipo | Ministerio                                          | Creación                | Presupuesto Anual       | Nombre                          | Retrato |
| -------- | --------------------------------------------------- | ----------------------- | ----------------------- | ------------------------------- | ------- |
|          | Presidencia                                         | 24 de diciembre de 1961 | ₡10.927 millones (2021) | Natalia Díaz Quintana           |         |
|          | Relaciones Exteriores y Culto                       | 9 de abril de 1844      | ₡26.785 millones (2021) | Arnoldo André Tinoco            |         |
|          | Hacienda                                            | 7 de noviembre de 1949  | ₡100.0 millones (2021)  | Nogui Acosta Jaén               |         |
|          | Seguridad Pública                                   | 8 de mayo de 1948       | ₡261.8 millones (2021)  | Mario Zamora Cordero            |         |
|          | Justicia y Paz                                      | 20 de junio de 1870     | ₡181.2 millones (2021)  | Gerald Campos Valverde          |         |
|          | Educación Pública                                   | 22 de octubre de 1869   | ₡2.557 billones (2021)  | Anna Katharina Müller Castro    |         |
|          | Obras Públicas y Transportes                        | 20 de octubre de 1860   | ₡411.4 millones (2021)  | Luis Amador Jiménez             |         |
|          | Economía, Industria y Comercio                      | 4 de noviembre de 1960  | ₡15.412 millones (2021) | Francisco Gamboa Soto           |         |
|          | Agricultura y Ganadería                             | 7 de noviembre de 1949  | ₡54.536 millones (2021) | Victor Carvajal Porras          |         |
|          | Salud Pública                                       | 5 de junio de 1927      | ₡350.3 millones (2021)  | Mary Munive Angermüller         |         |
|          | Trabajo y Seguridad Social                          | 8 de mayo de 1948       | ₡512.7 millones (2021)  | Andrés Romero Rodríguez         |         |
|          | Cultura y Juventud                                  | 5 de julio de 1971      | ₡45.485 millones (2021) | Nayuribe Guadamuz Rosales       |         |
|          | Planificación Nacional y Política Económica         | 31 de enero de 1963     | ₡14.561 millones (2021) | Laura Fernández Delgado         |         |
|          | Ambiente y Energía                                  | 1 de junio de 1980      | ₡58.047 millones (2021) | Franz Tattenbach Capra          |         |
|          | Vivienda y Asentamientos Humanos                    | 27 de julio de 1979     | ₡36.113 millones (2021) | Jéssica Martínez Porras         |         |
|          | Comercio Exterior                                   | 25 de abril de 1986     | ₡8.005 millones (2021)  | Manuel Tovar Rivera             |         |
|          | Ciencia, Innovación Tecnología y Telecomunicaciones | 26 de junio de 1990     | ₡7.054 millones (2021)  | Carlos Enrique Alvarado Briceño |         |
|          | Gobernación y Policía                               | 9 de abril de 1844      | ₡43.829 millones (2021) | Jorge Torres Castillo           |         |
|          | Comunicación (sin cartera)                          | 14 de enero de 2009     | -                       | Patricia Navarro Molina         |         |

### Administración 2018-2022

#### Ministerios 2018-2022
| Logotipo | Ministerio                                          | Creación                | Presupuesto Anual       | Titular                         | Titular |
| Logotipo | Ministerio                                          | Creación                | Presupuesto Anual       | Nombre                          | Retrato |
| -------- | --------------------------------------------------- | ----------------------- | ----------------------- | ------------------------------- | ------- |
|          | Presidencia                                         | 24 de diciembre de 1961 | ₡10.927 millones (2021) | Geannina Dinarte Romero         |         |
|          | Relaciones Exteriores y Culto                       | 9 de abril de 1844      | ₡26.785 millones (2021) | Rodolfo Solano Quirós           |         |
|          | Hacienda                                            | 7 de noviembre de 1949  | ₡100.0 millones (2021)  | Elián Villegas Valverde         |         |
|          | Seguridad Pública                                   | 8 de mayo de 1948       | ₡261.8 millones (2021)  | Michael Soto Rojas              |         |
|          | Justicia y Paz                                      | 20 de junio de 1870     | ₡181.2 millones (2021)  | Fiorella Salazar Rojas          |         |
|          | Educación Pública                                   | 22 de octubre de 1869   | ₡2.557 billones (2021)  | Steven González Cortés          |         |
|          | Obras Públicas y Transportes                        | 20 de octubre de 1860   | ₡411.4 millones (2021)  | Rodolfo Méndez Mata             |         |
|          | Economía, Industria y Comercio                      | 4 de noviembre de 1960  | ₡15.412 millones (2021) | Victoria Hernández Mora         |         |
|          | Agricultura y Ganadería                             | 7 de noviembre de 1949  | ₡54.536 millones (2021) | Luis Renato Alvarado Rivera     |         |
|          | Salud Pública                                       | 5 de junio de 1927      | ₡350.3 millones (2021)  | Daniel Salas Peraza             |         |
|          | Trabajo y Seguridad Social                          | 8 de mayo de 1948       | ₡512.7 millones (2021)  | Silvia Lara Povedano            |         |
|          | Cultura y Juventud                                  | 5 de julio de 1971      | ₡45.485 millones (2021) | Sylvie Durán Salvatierra        |         |
|          | Planificación Nacional y Política Económica         | 31 de enero de 1963     | ₡14.561 millones (2021) | María del Pilar Garrido Gonzalo |         |
|          | Ambiente y Energía                                  | 1 de junio de 1980      | ₡58.047 millones (2021) | Andrea Meza Murillo             |         |
|          | Vivienda y Asentamientos Humanos                    | 27 de julio de 1979     | ₡36.113 millones (2021) | Irene Campos Gómez              |         |
|          | Comercio Exterior                                   | 25 de abril de 1986     | ₡8.005 millones (2021)  | Andrés Valenciano Yamuni        |         |
|          | Ciencia, Innovación Tecnología y Telecomunicaciones | 26 de junio de 1990     | ₡7.054 millones (2021)  | Paola Vega Castillo             |         |
|          | Gobernación y Policía                               | 9 de abril de 1844      | ₡43.829 millones (2021) | Michael Soto Rojas              |         |
|          | Comunicación (sin cartera)                          | 14 de enero de 2009     | -                       | Agustín Castro Solano           |         |

## Instituciones autónomas con ministros como jerarcas
| Logotipo | Institución                                                  | Creación            | Presupuesto anual       | Titular                                                                         | Titular |
| Logotipo | Institución                                                  | Creación            | Presupuesto anual       | Nombre                                                                          | Retrato |
| -------- | ------------------------------------------------------------ | ------------------- | ----------------------- | ------------------------------------------------------------------------------- | ------- |
|          | Instituto Costarricense de Turismo (ICT)                     | 9 de agosto de 1955 | ₡20.294 millones (2021) | Gustavo Alvarado Chaves como ministro de Turismo                                |         |
|          | Instituto Nacional de las Mujeres (INAMU)                    | 30 de abril de 1998 | ₡21.571 millones (2021) | Marcela Guerrero Campos como ministra de la Condición de la Mujer               |         |
|          | Instituto Costarricense del Deporte y la Recreación (ICODER) | 30 de abril de 1998 | ₡261.8 millones (2021)  | Karla Alemán Cortés como ministra del Deporte y la Recreación                   |         |
|          | Instituto Mixto de Ayuda Social (IMAS)                       | 30 de abril de 1971 | ₡263.5 millones (2021)  | Juan Luis Bermúdez Madriz como ministro de Desarrollo Humano e Inclusión Social |         |
|          | Patronato Nacional de la Infancia (PANI)                     | 6 de agosto de 1930 | ₡79.404 millones (2021) | Gladys Jiménez Arias como ministra de la Niñez y la Adolescencia                |         |

## Instituciones autónomas
Los instituciones autónomas son aquellos entes públicos que gozan de personalidad jurídica plena e independencia administrativa respecto del poder ejecutivo, aún cuando se encuentren sujetas a la ley en materia de gobierno, así como se indica en el artículo n.° 188 de la Constitución Política. Estas instituciones cuentan con la capacidad de poder darse su propia organización interna, administrar sus propios recursos humanos y presupuestarios y actuar por sí sola en pos de la consecución de sus cometidos institucionales. En algunas de estas instituciones, el jerarca puede ser nombrado y removido por el presidente de la República, así como los jerarcas de algunas de las instituciones cuentan con rango de ministro.
Por otra parte, las instituciones semiautónomas son aquellas que cuentan con un menor grado de libertad de acción en relación con el poder ejecutivo. Actualmente, el gobierno de Costa Rica se compone por 34 instituciones autónomas y sus 17 órganos adscritos, y por 10 instituciones semiautónomas y su 1 órgano adscrito.
| Logotipo                                                                              | Institución                                                                                     | Responsabilidades                                                                                                   | Creación                 | Titular                     | Titular                     |
| Logotipo                                                                              | Institución                                                                                     | Responsabilidades                                                                                                   | Creación                 | Nombre                      | Retrato                     |
| ------------------------------------------------------------------------------------- | ----------------------------------------------------------------------------------------------- | --- | ------------------------ | --------------------------- | --------------------------- |
| Instituciones autónomas cuyo titular es nombrado por el presidente de la República    |                                                                                                 | |                          |                             |                             |
|                                                                                       | Banco Central de Costa Rica (BCCR)                                                              | Política monetaria • Política cambiaria • Emisión de dinero legal • Custodia de reservas monetarias internacionales | 28 de enero de 1950      | Rodrigo Cubero Brealey      |                             |
|                                                                                       | Caja Costarricense del Seguro Social (CCSS)                                                     | Seguridad social • Administración hospitalaria                                                                      | 1 de noviembre de 1941   | Román Macaya Hayes          |                             |
|                                                                                       | Instituto Costarricense de Electricidad (ICE)                                                   | Servicio eléctrico • Servicio de telecomunicaciones                                                                 | 8 de abril de 1949       | Irene Cañas Díaz            |                             |
|                                                                                       | Instituto Nacional de Seguros (INS)                                                             | Servicio de seguros • Política de prevención de riesgos                                                             | 30 de octubre de 1924    | Vacante                     |                             |
|                                                                                       | Instituto Costarricense de Acueductos y Alcantarillados (AYA)                                   | Servicio de agua potable • Servicio de saneamiento • Gestión de infraestructura acuífera                            | 14 de abril de 1961      | Tomás Martínez Baldares     |                             |
|                                                                                       | Junta de Protección Social (JPS)                                                                | Lotería Nacional • Gestión de programas filantrópicos y de bienestar social                                         | 3 de julio de 1845       | Esmeralda Britton González  |                             |
|                                                                                       | Instituto Nacional de Aprendizaje (INA)                                                         | Servicio de educación técnica                                                                                       | 21 de mayo de 1965       | Andrés Romero Rodríguez     |                             |
|                                                                                       | Consejo Nacional de Producción (CNP)                                                            | Promoción de actividades agropecuarias • Fomento de la competitividad económica                                     | 17 de julio de 1956      | Rogis Bermúdez Cascante     |                             |
|                                                                                       | Instituto de Desarrollo Rural (INDER)                                                           | Fomento del desarrollo rural                                                                                        | 14 de octubre de 1961    | Harys Regidor Barboza       |                             |
|                                                                                       | Instituto Nacional de Vivienda y Urbanismo (INVU)                                               | Provisión de vivienda digna • Gestión urbanística                                                                   | 24 de agosto de 1954     | Erick Solano Coto           |                             |
|                                                                                       | Junta de Administración Portuaria y de Desarrollo Económico de la Vertiente Atlántica (JAPDEVA) | Gestión de puertos y muelles de la provincia de Limón • Fomento de la competitividad y desarrollo local             | 18 de febrero de 1963    | Andrea Centeno Rodríguez    |                             |
|                                                                                       | Instituto Costarricense de Puertos del Pacífico (INCOP)                                         | Gestión de puertos y muelles de la provincia de Puntarenas • Fomento de la competitividad y desarrollo local        | 21 de marzo de 1972      | Juan Ramón Rivera Rodríguez |                             |
|                                                                                       | Instituto Costarricense de Ferrocarriles (INCOFER)                                              | Gestión del sistema ferroviario                                                                                     | 19 de septiembre de 1985 | Elizabeth Briceño Jiménez   |                             |
|                                                                                       | Instituto de Fomento y Asesoría Municipal (IFAM)                                                | Asesoría municipal                                                                                                  | 11 de noviembre de 1970  | Patricio Morera Víquez      |                             |
|                                                                                       | Instituto Costarricense de Pesca y Acuicultura (INCOPESCA)                                      | Coordinación del sector pesquero y acuícola • Fomento del aprovechamiento sostenible de los recursos marinos        | 24 de marzo de 1994      | Daniel Carrasco Sánchez     |                             |
| Instituciones autónomas cuyo titular no es nombrado por el presidente de la República |                                                                                                 | |                          |                             |                             |
| Instituto Nacional de Estadística y Censos (INEC)                                     | Instituto Nacional de Estadística y Censos (INEC)                                               | Producción y divulgación de estadística                                                                             | 15 de octubre de 1998    | Fernando Ramírez Hernández  | Fernando Ramírez Hernández  |
| Autoridad Reguladora de los Servicios Públicos (ARESEP)                               | Autoridad Reguladora de los Servicios Públicos (ARESEP)                                         | Regulación de servicios públicos                                                                                    | 9 de agosto de 1996      | Roberto Jiménez Gómez       | Roberto Jiménez Gómez       |
| Instituto Nacional de Fomento Cooperativo (INFOCOOP)                                  | Instituto Nacional de Fomento Cooperativo (INFOCOOP)                                            | Fomento del cooperativismo                                                                                          | 20 de febrero de 1973    | Alejandro Ortega Calderón   | Alejandro Ortega Calderón   |
| Patronato Nacional de Ciegos (PANACI)                                                 | Patronato Nacional de Ciegos (PANACI)                                                           | Promoción del cumplimiento de los derechos de las personas ciegas                                                   | 30 de octubre de 1957    | Leticia Hidalgo Ramírez     | Leticia Hidalgo Ramírez     |
| Servicio Nacional de Aguas Subterráneas, Riego y Avenamiento (SENARA)                 | Servicio Nacional de Aguas Subterráneas, Riego y Avenamiento (SENARA)                           | Política para el uso de los recursos hídricos                                                                       | 18 de julio de 1983      | Luis Renato Alvarado Rivera | Luis Renato Alvarado Rivera |
| Instituto Centroamericano de Extensión de la Cultura (ICECU)                          | Instituto Centroamericano de Extensión de la Cultura (ICECU)                                    | Fomento de la cultura general                                                                                       | 19 de octubre de 1963    | Manuel Araya Incera         | Manuel Araya Incera         |
| Instituciones semiautónomas                                                           |                                                                                                 | |                          |                             |                             |
| Comisión Nacional de Asuntos Indígenas (CONAI)                                        | Comisión Nacional de Asuntos Indígenas (CONAI)                                                  | Coordinación y facilitación de ayudas sociales a grupos étnicos                                                     | 9 de julio de 1973       | Urbano Mendoza Palacio      | Urbano Mendoza Palacio      |
| Junta de Desarrollo Regional de la Zona Sur (JUDESUR)                                 | Junta de Desarrollo Regional de la Zona Sur (JUDESUR)                                           | Fomento de la competitividad y desarrollo local en la Zona Sur                                                      | 4 de noviembre de 1985   | Salvador Zeledón Villalobos | Salvador Zeledón Villalobos |
| Comisión de Energía Atómica (CEA)                                                     | Comisión de Energía Atómica (CEA)                                                               | Fomento del uso pacífico de la tecnología nuclear                                                                   | 18 de agosto de 1969     | Esteban Picado Sandí        | Esteban Picado Sandí        |
| Comisión Nacional de Préstamos para la Educación (CONAPE)                             | Comisión Nacional de Préstamos para la Educación (CONAPE)                                       | Préstamos económicos a estudiantado superior y técnico                                                              | 18 de enero de 1977      | Guillermo Vicente León      | Guillermo Vicente León      |
| Oficina Nacional de Semillas (ONS)                                                    | Oficina Nacional de Semillas (ONS)                                                              | Registro y reglamentación técnica para el uso de semillas                                                           | 4 de diciembre de 1978   | Francisco Sedó León         | Francisco Sedó León         |
| Patronato Nacional de Rehabilitación (PANARE)                                         | Patronato Nacional de Rehabilitación (PANARE)                                                   | Política para la rehabilitación física                                                                              | 22 de junio de 1966      | Vinicio Mesén Madrigal      | Vinicio Mesén Madrigal      |
| Programa Integral de Mercadeo Agropecuario (PIMA)                                     | Programa Integral de Mercadeo Agropecuario (PIMA)                                               | Promoción del mercadeo de productos agroalimentarios                                                                | 20 de diciembre de 1977  | Laura Pacheco Ovares        | Laura Pacheco Ovares        |

## Empresas Públicas
En Costa Rica, las empresas públicas se dividen en dos categorías. En primer lugar, las empresas públicas estatales, entes de derecho público o privado por medio de las cuales el gobierno de Costa Rica ejerce una cierta actividad empresarial o la utiliza para la producción, distribución y comercialización de ciertos bienes y servicios. Por otra parte, las empresas públicas no estatales, son aquellas que cuentan con personalidad jurídica y cuyo capital social es mayoritariamente de titularidad pública o bien está sometido a control de un ente público no estatal.
En algunos de estos entes, el jerarca es nombrado, o removido, por el presidente de la República. Actualmente, el gobierno de Costa Rica se compone por 18 empresas públicas estatales y por 7 empresas públicas no estatales.
En el cuadro de a continuación, se nombran algunas de las empresas públicas más importantes en el gobierno de Costa Rica.
| Logotipo                       | Institución                                     | Creación                 | Titular                    |
| ------------------------------ | ----------------------------------------------- | ------------------------ | -------------------------- |
| Empresas públicas estatales    |                                                 |                          |                            |
|                                | Refinadora Costarricense de Petróleo (RECOPE)   | 16 de diciembre de 1961  | Alejandro Muñoz Villalobos |
|                                | Sistema Nacional de Radio y Televisión (SINART) | 15 de septiembre de 1978 | Lorna Chacón Martínez      |
|                                | Correos de Costa Rica (CCR)                     | 24 de abril de 1998      | Boris Ramírez Vega         |
|                                | Radiográfica Costarricense (RACSA)              | 18 de junio de 1964      | Francisco Calvo Bonilla    |
|                                | Editorial Costa Rica (ECR)                      | 10 de junio de 1959      | Tomás Arias Castro         |
| Empresas públicas no estatales |                                                 |                          |                            |
|                                | Compañía Nacional de Fuerza y Luz (CNFL)        | 8 de abril de 1941       | Rayner García Villalobos   |
|                                | Empresa de Servicios Públicos de Heredia (ESPH) | 8 de marzo de 1976       | Rodrigo Vargas Araya       |

### Entes públicos no estatales
Los entes públicos no estatales son aquellos entes públicos que actúan al lado del Estado, colaborando con él en el ejercicio de ciertas políticas y funciones, pero que constituyen  administraciones separadas de entre sí. Actualmente, se cuenta con la existencia de 52 entes públicos no estatales. Algunos ejemplos de entes públicos no estatales en Costa Rica, son:
- Banco Hipotecario de la Vivienda (BANHVI)
- Promotora del Comercio Exterior de Costa Rica (PROCOMER)
- Agencia Espacial Costarricense (AEC)
- Oficina Nacional Forestal (ONF)
- Liga Agrícola Industrial de la Caña de Azúcar (LAICA)
- Instituto del Café de Costa Rica (ICAFE)
- Consejo Nacional de Cooperativas (CONACOOP)
- Junta de Pensiones y Jubilaciones del Magisterio Nacional (JUPEMA)
- Colegios de profesionales